# SS Adriatic (1871)
El SS Adriatic fue un transatlántico británico perteneciente a la White Star Line. Entró en servicio en 1872 junto con su buque gemelo, el SS Celtic. Fue el primero de los dos barcos de la White Star en llevar dicho nombre. Fue dado de baja en 1899.

## Historia

### Construcción y puesta en servicio

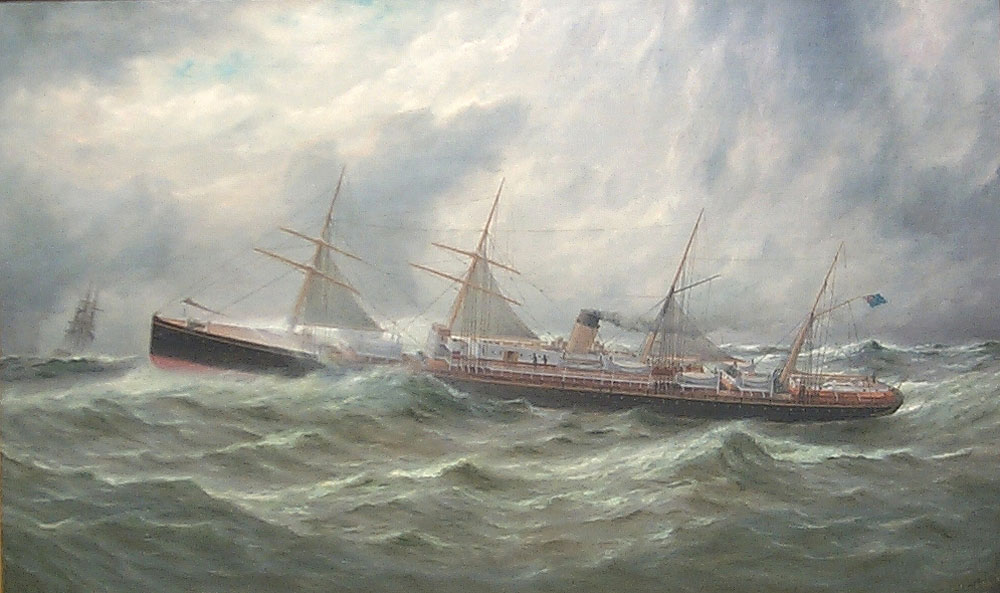
El SS Adriatic, pintado por George Parker Greenwood en 1889

Los cuatro primeros barcos de la White Star Line construidos bajo la dirección de Thomas Henry Ismay tuvieron un gran éxito en la línea transatlántica, y la compañía inmediatamente ordenó construir dos más, el Adriatic y el Celtic. El Adriatic fue construido en los astilleros Harland and Wolff en Belfast y fue botado el 17 de octubre de 1871. Durante el siguiente año, el Adriatic permaneció en dique seco para realizarse los trabajos de equipamiento de sus interiores.
Realizó su viaje inaugural el 11 de abril de 1872 entre Liverpool y Nueva York, bajo las órdenes del capitán Digby Murray, quien ya había estado al mando del RMS Oceanic en su viaje inaugural.
El Adriatic tenía una configuración similar a la del Oceanic, con una chimenea y cuatro mástiles de 45,7 metros cada uno. El buque estaba destinado a dos clases de pasajeros: cabina y entrepuente. Fue el barco más grande de la White Star hasta la puesta en servicio del SS Britannic en 1874.
En mayo de 1872, un mes después de su viaje inaugural, el Adriatic unió la línea transatlántica de Queenstown y Sandy Hook en 7 días, 23 horas y 17 minutos a una velocidad media récord de 14,53 nudos, y de hecho consiguió la Banda Azul (otorgada a los barcos más rápidos en cubrir la travesía del Atlántico), la cual pertenecía al Scotia de la compañía rival, la Cunard Line, desde 1866. El Adriatic fue reconocido con esta condecoración desde 1872 hasta 1875, cuando fue concedida al SS Germanic, también de la White Star.

### Accidentes y fin de su carrera
El Adriatic estuvo implicado en numerosos accidentes durante su carrera. El primero se produjo en octubre de 1874, cuando colisionó con el Parthia de la Cunard Line. El Parthia sufrió leves daños, pero fueron más graves en el Adriatic, teniendo que regresar a Nueva York para ser reparado. En marzo de 1875, el Adriatic se vio involucrado en otro accidente, esta vez con el estadounidense Columbus en el puerto de Nueva York, causando el hundimiento de dicho barco. En diciembre de ese mismo año sufrió un accidente contra el velero Harvest Queen en el Canal de San Jorge, provocando la muerte de todos los tripulantes de éste. El barco se hundió tan rápidamente que la tripulación del Adriatic no pudo saber qué nombre tenía. Las investigaciones posteriores permitieron identificar al velero. El 19 de julio de 1878, el Adriatic chocó con el bergantín G. A. Pike cerca de la costa sur de Gales, matando a cinco miembros de la tripulación del Pike. La responsabilidad le incumbió al Adriatic, que navegaba demasiado rápido.
Cuando el RMS Oceanic entró en servicio en 1899, el Adriatic fue vendido para ser desguazado, llegando a Preston, Inglaterra, el 12 de febrero de ese año.